# Heartaches by the number
Heartaches by the number is een lied geschreven door Harlan Howard eind 1958. Het verscheen in drukvorm begin januari 1959. Ray Price nam het als eerste op, er zouden nog een veertigtal artiesten volgen. Daaronder Buck Owens in 1961, Connie Francis in 1962, Willie Nelson in 1966, Waylon Jennings in 1967, Jerry Lee Lewis in 1969, Dwight Yoakam in 1986, Martina McBride (met Dwight Yoakam) in 2005 en The Playtones in 2013.

## Ray Price
De eerste die het opnam was Ray Price. Al snel na de uitgave als lied nam hij het rond 29 januari 1959 om het in april van dat jaar uit te brengen als single samen met Wall of tears. Het plaatje haalde de tweede plaats in de specifieke Country & Western-lijst van Billboard.

## Guy Mitchell
Degene die het meest succes had met het lied was Guy Mitchell. Deze versie werd ook al uitgebracht door Columbia Records (41476). Het plaatje had een lange aanloop, want verscheen pas in december 1959 aan de top van de Billboard Hot 100 (algemene lijst) om daar twee weken te vertoeven. Het plaatje stond 20 weken in die lijst genoteerd. In Europa werd het plaatje uitgebracht via Philips Records (PB964) en verkocht goed in het Verenigd koninkrijk. Het haalde daar de vijfde plaats in zestien weken notering. Nederland en België hadden nog geen officiële hitparades, maar voor Nederland lijken volgens het toenmalige hitblad Muziek Expres toch behoorlijke verkopen te hebben plaatsgevonden. Als gevolg van deze versie verkocht ook de bladmuziek extreem goed.

### NPO Radio 2 Top 2000
Heartaches by the Number stond alleen in 2000 in de NPO Radio 2 Top 2000, op plek 1937.

## Johnny Tillotson
In het jaar 1965 was het in de Verenigde Staten weer raak. Johnny Tillotson zong zijn versie de Billboard Hot 100 in en haalde in acht weken de 35e plaats.